# Chudowola (województwo lubelskie)
Chudowola – wieś w Polsce położona w województwie lubelskim, w powiecie lubartowskim, w gminie Michów, w sołectwie Chudowola.
Wieś szlachecka Chuda Wola położona była w drugiej połowie XVI wieku w powiecie lubelskim województwa lubelskiego. Niegdyś istniała gmina Chudowola. W latach 1975–1998 miejscowość administracyjnie należała do ówczesnego województwa lubelskiego.
Wieś stanowi sołectwo gminy Michów. Według Narodowego Spisu Powszechnego (III 2011 r.) wieś liczyła 135 mieszkańców.